# Jette ter Horst
Jette ter Horst (Bocholt, 9 juli 2002)  is een voetbalspeelster uit Duitsland. Ze speelt als middenvelder voor SG Essen-Schönebeck in de Bundesliga.

## Clubcarrière
Ter Horst begon met voetballen in haar geboortestad Bocholt bij DJK Sportfreunde Lowick uit het district Lowick. Van 2017 tor 2019 kwam ze als B-junior uit voor SG Essen-Schönebeck. In het seizoen 2018/19 werd ze definitief vastgelegd door de voetbalclub uit Essen. Ze maakte haar minuten voor het tweede elftal van de club actief in de Regionalliga West. Op 25 augustus 2019 volgde het debuut van Ter Horst in een 0-1 thuisnederlaag tegen VfL Bochum. Ter Horst maakte haar eerste doelpunt voor SG Essen in een 4-2 uitnederlaag tegen Vörwarts Sproho Köln.
Van 2020 tot 2022 kwam Ter Horst uit voor Borussia Bocholt. Vervolgens werd ze gecontracteerd door FC Carl Zeiss Jena. In haar debuutseizoen bij de club maakte Ter Horst zeven doelpunten in 26 competitiewedstrijden.
Voorafgaand aan het seizoen 2024/25 keerde Ter Horst terug bij SG Essen-Schönebeck. Voor deze club maakte ze op 11 oktober 2024 haar debuut in de Bundesliga in een 3-0 uitoverwinning op 1. FFC Turbine Potsdam.

## Statistieken
| Seizoen | Club                | Land      | Competitie | Wedstrijden | Doelpunten |
| ------- | ------------------- | --------- | ---------- | ----------- | ---------- |
| 2023/24 | FC Carl Zeiss Jena  | Duitsland | Bundesliga | 26          | 7          |
| 2024/25 | SG Essen-Schönebeck | Duitsland | Bundesliga | 11          | 0          |
| 2025/26 | SG Essen-Schönebeck | Duitsland | Bundesliga | 0           | 0          |
| Totaal  | Totaal              | Totaal    | Totaal     | 37          | 7          |

Laatste update 9 augustus 2025